# Sikló (Románia)

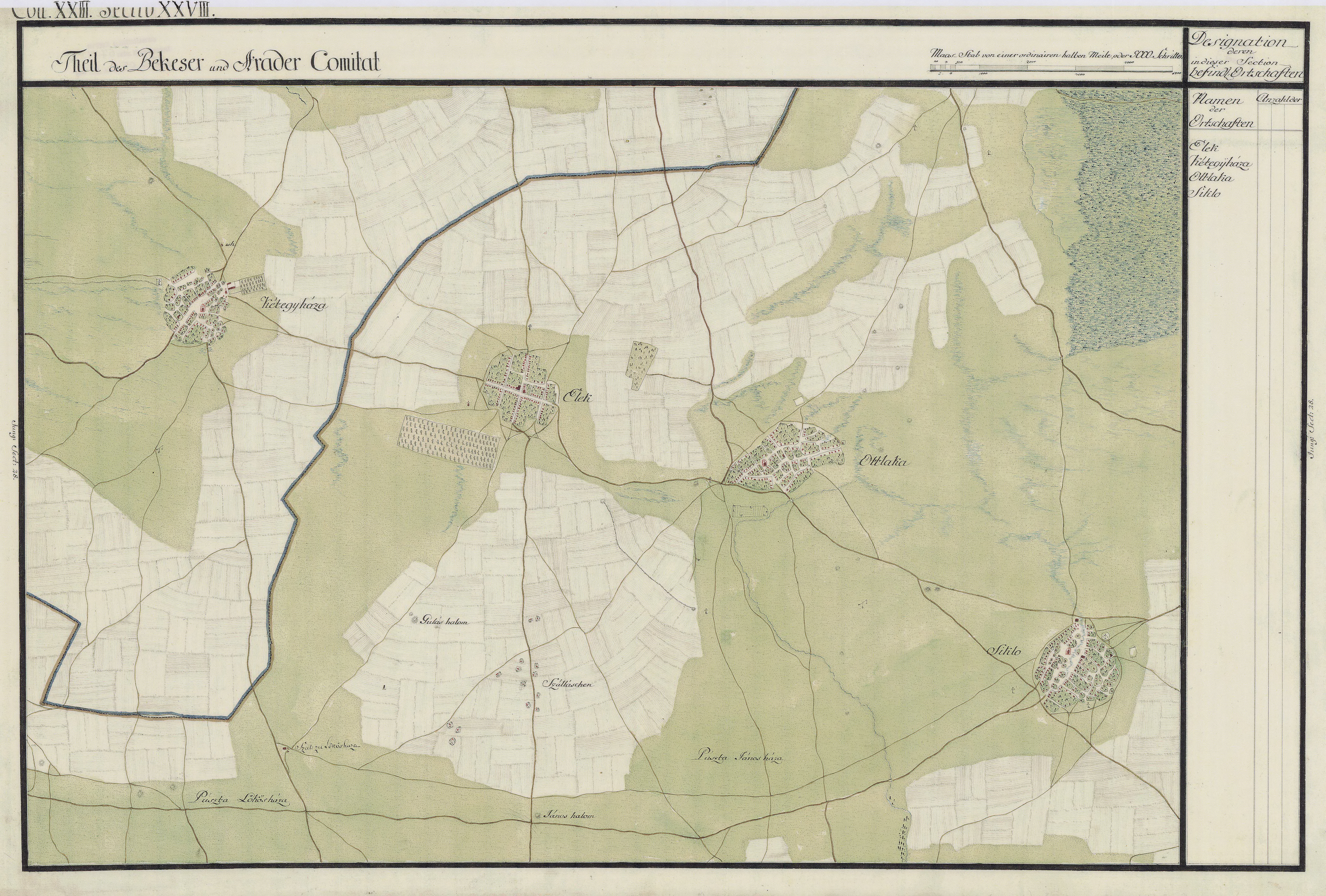
Sikló falu az 1700-as évekből való térképen

Sikló (más néven Soklyó; románul: Șiclău) falu Romániában, a Partiumban, Arad megyében.

## Fekvése
Kisjenőtől 13 km-re délnyugatra fekszik, Ottlakához tartozik.

## Nevének eredete
Neve a magyar sok szóból való, mely eredetileg sűrűt jelenthetett.

## Története
A falu területén a Hallstatti kultúrához tartozó település, újkőkorszaki település és 10. századi temetkezési hely maradványait tárták fel.
1226-ban Sucuroi néven említik. A középkorban Zaránd vármegyéhez tartozott. Lakosai nagyrészt magyar kisnemesek voltak. A falu a török hódoltság alatt sem néptelenedett el, de lakossága kicserélődött. Nevét 1406-ban, majd 1456-ban említette először oklevél Soklo, Sokló néven.
1851-ben Fényes Elek írta a településről: „mezőváros Arad vármegyében, szép rónaságon, 25 katholikus, 2600 óhitü lakossal, anyatemplommal. ... valami régi vár alapja látható, nagy sáczokkal körülvéve; a malom-csatornán van az uradalomnak 4 kőre épitett felette jövedelmes malma. Birja István főherczeg, volt nádor.”
1910-ben 3384 lakosából 140 magyar, 3186 román volt. Ebből 97 római katolikus, 55 református, 3167 román volt.
A trianoni békeszerződés előtt Arad vármegye Eleki járásához tartozott.

## Nevezetességei
A településtől keletre halad el a szarmaták által 324 és 337 között épített, az Alföldet körbekerülő Csörsz-árok vagy más néven Ördögárok nyomvonala.